# Katie Leung
Pour les articles homonymes, voir Leung.
Katie Leung (chinois simplifié : 梁佩诗 ; chinois traditionnel : 梁佩詩 ; pinyin : Liáng Pèishī), née le 8 août 1987 à Dundee en Écosse, est une actrice britannique.
Elle est devenue célèbre en jouant le rôle de Cho Chang dans la série des films Harry Potter.

## Biographie
Elle naît à Dundee en Ecosse, de Peter un homme d'affaires et de Kar Wai Li Leung, qui travaille dans un cabinet d'avocat. Elle a deux frères et une sœur. Après le divorce de ses parents, lors de ses trois ans, elle réside avec son père, originaire de Hong Kong, qui tient un restaurant coté à Glasgow, ainsi qu'une affaire de cuisine chinoise.
Outre l'anglais, Katie parle également le cantonais et le mandarin. Elle a étudié au Hamilton College, South Lanarkshire (en), école privée écossaise située à Hamilton, au South Lanarkshire. En 2008, elle suit des cours de photographie et de théâtre à l'Université des arts de Londres. En 2015, elle sort diplômée de la Royal Scottish Academy of Music and Drama.

## Carrière

### 2005-2011: Harry Potter
Son père la conduit au casting du film Harry Potter et la Coupe de feu à la suite d'une annonce télévisée faisant appel à des jeunes femmes de 16 ans et plus et de type est-asiatique. Après quatre heures d'attente, elle passe une audition de cinq minutes, puis repart chez elle. Deux semaines plus tard, on la rappelle pour lui confier le rôle de Cho.
Elle a été choisie parmi 4 000 autres candidates parmi lesquelles les actrices Courtney Webb et Michelle Ang. Elle émet dans une interview accordée au Daily Record l'hypothèse que c'est son accent écossais qui l'a fait remarquer.
J. K. Rowling avait insisté pour que le rôle de Cho Chang soit interprété par une totale inconnue. Cela a donc pu jouer dans le choix, car il s'agit de la première apparition de cette actrice au cinéma.
Daniel Radcliffe, qui joue Harry, estime Leung « géniale » et « actrice vraiment extraordinaire ». On dit que sa meilleure amie sur le tournage était Bonnie Wright, qui joue Ginny Weasley dans les films. Leung a dû mettre en attente ses projets pour aller en école et en université d'art pour pouvoir tourner Harry Potter et l'Ordre du phénix. Dans ce dernier, le baiser de Leung et Radcliffe à l'écran a retenu l'attention des médias.
Interrogée sur son éventuel retour dans le sixième volet de l'heptalogie Harry Potter, Leung répondit qu'elle n'y croyait guère, Cho devenant un personnage très secondaire dans les romans suivants et les films contenant déjà trop d'éléments pour qu'elle y apparaisse. Malgré tout, elle fait une brève apparition dans le dernier opus de la saga, Harry Potter et les Reliques de la Mort, partie 2.

### 2007-présent: Après Harry Potter, d'autres rôles cinématographiques
Elle poursuit sa carrière avec un petit rôle dans la série Hercule Poirot inspirée des romans d'Agatha Christie, elle fait en effet de petites apparitions dans l'enquête Le Chat et les Pigeons.
En juillet 2007, Gold Label Records (une compagnie de disques de Hong Kong) demande à Leung de jouer un personnage principal féminin dans un clip pour une chanson nommée Love Coming Home (愛回家) par Leo Ku. Katie donne aussitôt son accord, et tourne le clip à Londres alors qu'elle est déjà occupée à faire la promotion du nouveau film Harry Potter. Leo décrit Katie comme une actrice « professionnelle » et « mûre ».
Après la fin de la saga Harry Potter, Katie Leung déclare être incertaine de vouloir poursuivre sa carrière d'actrice. Cependant, après avoir assisté à un cours de théâtre au Royal Scottish Academy of Music and Drama, elle change d'avis. En décembre 2011, elle interprète le rôle de Jung Chang au théâtre dans la pièce Wild Swans.
En juin 2012, elle est confirmée dans la mini-série Run, où elle interprète Nu-Ying. En avril 2014, elle obtient le premier rôle dans la mini-série One Child, où elle interprète Mei, une chinoise adoptée par une américaine et un père britannique.
Fin de 2016, Leung apparaît dans la pièce The Intelligent Homosexual's Guide to Capitalism and Socialism with a Key to the Scriptures de Tony Kushner.
En 2017, elle est à l'affiche de The Foreigner de Martin Campbell avec Jackie Chan et Pierce Brosnan, où elle interprète Fan.
En novembre 2017, elle rejoint le casting de la série télévisée Strangers (série télévisée) (en), qui est diffusée depuis le 10 septembre 2018 sur ITV. Katie interprétera le rôle de Lau Chen. Quelques mois après, en mars 2018, elle est annoncée au casting de la série d'animation La Vallée des Moomins. Elle prêtera sa voix à Too-Ticky. La série sort au printemps 2019 sur la chaîne Sky1.

## Théâtre
- 2012 : Les Cygnes sauvages (Wild Swans), mise en scène de Sacha Wares, ART Boston / Young Vic, Londres : Jung Chang
- 2013 : The World of Extreme Happiness, mise en scène de Michael Longhurst, Royal National Theatre, Londres : Sunny
- 2015 : You For Me For You, mise en scène de Richard Twyman, Royal Court Theatre, Londres : Junhee
- 2016 : The Intelligent Homosexual's Guide to Capitalism and Socialism with a Key to the Scriptures (en), mise en scène de Michael Boyd, Hampstead Theatre, Londres : Sooze
- 2017 : Snow in Midsummer, mise en scène de Justin Audibert, Swan Theatre, Stratford-upon-Avon : Dou Yi
- 2019 : White Pearl, mise en scène de Nana Dakin, Royal Court Theatre, Londres : Sunny

## Filmographie

### Cinéma

#### Longs métrages
- 2005 : Harry Potter et la Coupe de Feu (Harry Potter and the Goblet of Fire) de Mike Newell : Cho Chang
- 2007 : Harry Potter et l'Ordre du Phénix (Harry Potter and the Order of the Phoenix) de David Yates : Cho Chang
- 2011 : Harry Potter et les Reliques de la Mort: Deuxième partie (Harry Potter and the Deathly Hallows – Part 2) de David Yates : Cho Chang
- 2017 : The Foreigner de Martin Campbell : Fan
- 2017 : T2 Trainspotting de Danny Boyle : une infirmière
- 2021 : Locked Down de Doug Liman : Natasha

#### Court métrage
- 2017 : The Feast de Gaelle Mourre : Hayley
- 2018 : Leading Lady Parts de Jessica Swale (en) : L'assistante
- 2020 : The Promise de Chi Thai : La voleuse (voix)

### Télévision

#### Séries télévisées

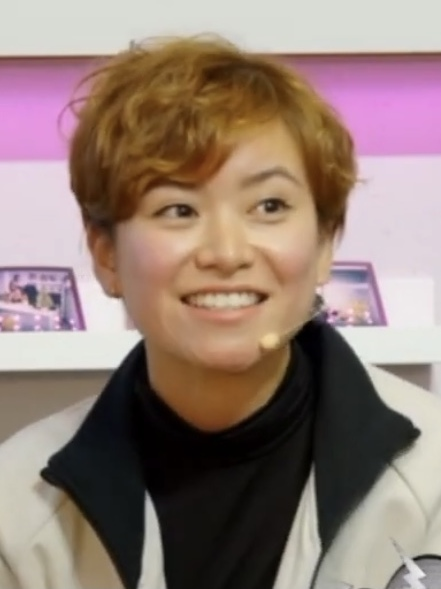
Leung en 2020.

- 2008 : Hercule Poirot (Agatha Christie's Poirot) : Hsui Tai
- 2013 : Run : Ying
- 2014 : One Child : Mei Ashley
- 2014 : Father Brown : Jia-Li Gerard
- 2018 : Strangers : Lau Chen
- 2019 : La Vallée des Moomins (Moominvalley) : Too-Ticky (voix)
- 2019 : Chimerica : Liul
- 2020 : The Nest : Eleanor
- 2020 : Roadkill : Margaret Moore
- 2021 : Arcane : Caitlyn Kiramman (voix anglaise)[10]
- 2021 : La Roue du temps : Yasicca
- 2022 : Périphériques, les mondes de Flynne (The Peripheral) : Ash
- 2024 : Nightsleeper (mini-série) : Rachel Li
- Prochainement : La Chronique des Bridgerton : Lady Araminta Gun

### Clip vidéo
- 2007 : Love Coming home de Leo Ku (en)

### Jeu vidéo
- 2007 : Harry Potter et l'Ordre du Phénix : Cho Chang (voix anglaise)

## Voix françaises
En France, Sasha Supera fut la voix régulière de Katie Leung dans la saga Harry Potter. Plusieurs comédiennes se sont succédé par la suite pour la doubler.
| En France - Sasha Supera dans : - Harry Potter et la Coupe de feu - Harry Potter et l'Ordre du Phénix - Harry Potter et les Reliques de la Mort, partie 2 | Et aussi - Lisa Caruso dans The Foreigner - Elsa Davoine dans Arcane (voix) - Aurore Bonjour dans Périphériques, les mondes de Flynne (série télévisée) - Geneviève Doang dans Annika (en) (série télévisée) - Catherine Desplaces dans La Mort à nu (en) (mini-série) - Céline Legendre-Herda dans La Roue du temps (série télévisée) - Jade Phan-Gia dans Nightsleeper (mini-série) |